# Kuzino
Kuzino (in russo Кузино?) è un insediamento di tipo urbano, nel Velikoustjugskij rajon dell'Oblast' di Vologda, nella Russia europea.